# Corvetto (Milan)
Pour les articles homonymes, voir Corvetto.
Corvetto est un quartier du 4e arrondissement de Milan situé au sud-est de Milan. Le quartier porte le nom de l’avocat et homme politique Luigi Emanuele Corvetto (1756-1821). Corvetto est le quartier de l’art contemporain de Milan. 
En 2024, le quartier a connu des troubles civils à la suite de la mort de Ramy Elgaml .

## Transports
Corvetto est relié à la Metropolitana di Milano par la ligne 3. De Piazzale Corvetto, le quartier est relié à l’A1 par une route de desserte vers San Donato Milanese, qui suit en grande partie la Via Aemilia romaine. Le quartier se trouve à environ 8 km de l’aéroport de Linate.
L’ensemble du quartier, également en raison de sa proximité avec la Fondazione Prada, a vu l’ouverture de nombreuses galeries d’art et d’ateliers d’artistes. Le quartier est également connu sous le nom de « Corvetto Art District » et accueille divers événements liés à l’art contemporain. Des  bâtiments sont en construction dans le quartier, dont le Palazzo Pinifarina.

## Sites d'intérêt
- Fondazione Prada – Musée et centre d’exposition au Largo Isarco sur un ancien site industriel. Le complexe se compose de bâtiments industriels historiques, dont la tour d’exposition centrale entièrement dorée, ainsi que de nouveaux bâtiments, conçus et construits par Rem Koolhaas (OMA), conçus par Café Wes Anderson.
- L’église Luigi Gonzaga de la Via Don Bosco, du nom de Luigi Gonzaga, évêque de Milan, mort de la peste à l’âge de 23 ans. L’église a été construite dans le style néoclassique et consacrée en 1897.